# Visiones Georgii

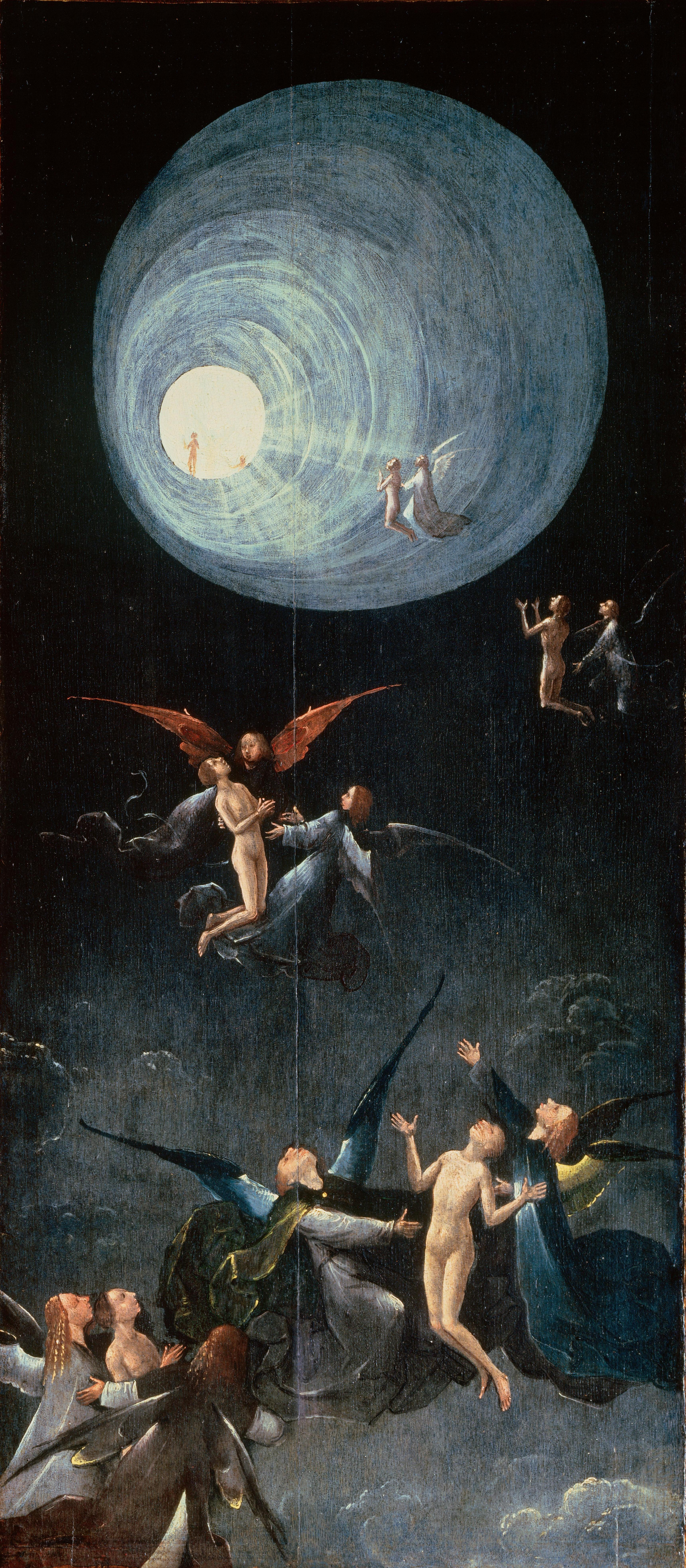
La Montée des bienheureux vers l'empyrée de Jérôme Bosch, vision picturale de l'au-delà.

Les Visiones Georgii, aussi appelées Visions de Georges, consistent en une importante description littéraire de l’au-delà au Moyen Âge.
Ce texte, écrit en latin, aborde des thèmes récurrents de l’époque médiévale, dans le but principal d’aider à la compréhension de l’au-delà. Il comporte une description détaillée du purgatoire, d'environ 30 000 mots, constituant un des plus notables textes conservés sur le purgatoire de saint Patrick en Irlande. 
Il s'agit là d'une réécriture du Tractatus de Purgatorio Sancti Patricii, légende à l'époque très populaire, dirigée par la papauté d'Avignon pour le rendre plus conforme aux valeurs de l'Église de l'époque.

## Résumé et caractéristiques
Les Visiones Georgii mettent en scène l’histoire d’un chevalier pénitent hongrois, nommé Georges, et qui recherche la rédemption de l’âme lors de son voyage vers le purgatoire de saint Patrick. Les textes à propos du purgatoire traitent, pour la plupart, d'un homme qui peut se qualifier d’ordinaire, et auquel la population lettrée peut s’identifier : ainsi ce chevalier Georges serait à rapprocher d'un homme de cour de Louis Ier. Ce texte se base sur la légende du purgatoire de saint Patrick, que l'on peut qualifier de « best-seller du XIIe siècle ». Il s’agit de mettre en évidence une porte sur la terre qui donne accès à l’au-delà après avoir passé par le purgatoire. 
Le but de cet itinéraire symbolique est de montrer aux chrétiens qu'avec la croyance en Dieu, il est possible de se purger de tous ses maux et de ses péchés terrestres. Les Visions de George sont un texte qui montre l’évolution historique de l’idée de purgatoire, en ce que celle-ci est très élaborée, et offrent une description visuelle des lieux.
Selon Eileen Gardiner, les Visions de Georges, aussi appelées Georges Grissaphan, seraient la première représentation topographique de l’entrée du purgatoire. Selon Myriam White-Le Goff, cette vision est une réécriture d'une première version du purgatoire dispensée par l'Église, c’est-à-dire qu’elle serait une explication plus détaillée de l’au-delà chrétien. Le texte cherche alors à adapter la vision du purgatoire pour l’appliquer aux valeurs de l’Église catholique de l’époque.
Le site de Lough Derg serait décrit pour la première fois dans les Visions de Georges et devient le site de l’entrée de l'au-delà. Il était d’une telle popularité que le pape Alexandre VI interdise l’accès au site pendant quelque temps. Selon les archives, il serait resté quelques jours à l’intérieur de la grotte pour trouver l’entrée du purgatoire.

## Auteur
Selon le philologue Louis Leonor Hammerich et Max Voigt, le texte n’aurait pas été écrit par un Hongrois. Pourtant, lors de la découverte du manuscrit en 1871, l'historiographe Ferenc Toldy  avance qu’il pourrait s’agir d’une écriture hongroise. Le texte aurait en réalité été écrit par Petrus de Partenis, un ermite provençal de l'ordre de Saint Augustin qui avait étudié la théologie. Celui-ci fut ordonné comme maître de théologie en Avignon auprès de la curie romaine.
Dans les faits, celui-ci était un des seuls hommes religieux de l’époque à avoir une compréhension linguistique du provençal, ce qui augmentait son importance, alors que les recrues étaient surtout prises en Italie. Les Visiones Georgii possèdent notamment de nombreuses caractéristiques communes avec le Tractatus de sufficiencia et necessitate humanae vitae, écrit en 1349 par cet homme. En effet, selon Nagy, il contient un texte visionnaire qui cherche à dépeindre le purgatoire de saint Patrick en conformité avec l’enseignement de l’Église. L'auteur ajoute des explications morales dans les deux textes, ce qui a pour but d'asseoir les valeurs chrétiennes de l’époque.
La cause de l’écriture des Visiones Georgii reste néanmoins encore inconnue, contrairement au Tractatus de sufficiencia et necessitate humanae vitae.

## Manuscrits
Écrit en 1353, le texte aurait vu sa popularité augmenter vers la fin du XVe siècle. Il fut notamment gardé à l’abri dans l’abbaye d'Altzelle, située en Saxe, ce qui a permis sa conservation jusqu’à nos jours.Cependant, sa provenance, son emplacement et son importance au sein de l’abbaye sont difficiles à déterminer, puisque plusieurs copies auraient existé dans les archives de l’abbaye. En effet, selon Eszter Nagy, le texte était disponible pour la lecture au sein même de l’abbaye et pour l’usage personnel des moines, en plus d’être disponible pour le grand public. Elle explique : « Les récits de visions avaient également une utilité par le fait qu’ils favorisaient une interprétation figurale et encourageaient la lecture méditative par laquelle le lecteur pouvait parvenir à la contemplation des vérités divines. »
Le texte était probablement assez important à l’époque pour incarner certaines croyances divines, en plus d’avoir une importance dans la transmission de nouvelles doctrines. Les moines l’utilisaient alors sans doute pour revigorer leur foi en lisant les enseignements de l’Église. Dans le texte, des valeurs telles que la charité se trouvent particulièrement mises en exergue. De plus, les conditions générales pour le salut de l’âme sont un thème très récurrent des Visions de Georges, ce qui aide les croyants à discerner les actions dignes de Dieu, et les conditions du Salut accordé à leur mort.
Les bons chrétiens ont donc la possibilité de racheter leur âme en souffrant pendant quelque temps. Cette nouvelle idéologie devient accessible et rend la vie chrétienne plus approchable, puisque les péchés peuvent être pardonnés. Le texte met en avant les changements idéologiques de l’époque, en lien avec plusieurs autres textes écrits à la même époque, tels que Tractatus de Purgatorio Sancti Patricii, ou The Vision of the Monk of Eynsham.
La seule édition aujourd'hui imprimée des Visiones Georgii date de 1930, et a été mise en forme par Louis Leonor Hammerich.

## Le purgatoire de saint Patrick
La première légende du purgatoire de Saint-Patrick date du XIIIe siècle, durant la période du haut Moyen Âge. Selon la tradition, Patrick serait un saint du Ve siècle en Irlande. Celui-ci aurait demandé l’aide de Dieu pour l’aider à diminuer les péchés commis sur Terre. Dans cette optique, Dieu fit apparaître une porte qui menait dans l’au-delà chrétien afin que tous les pécheurs puissent avoir un aperçu de ce qui attendrait les non-croyants.

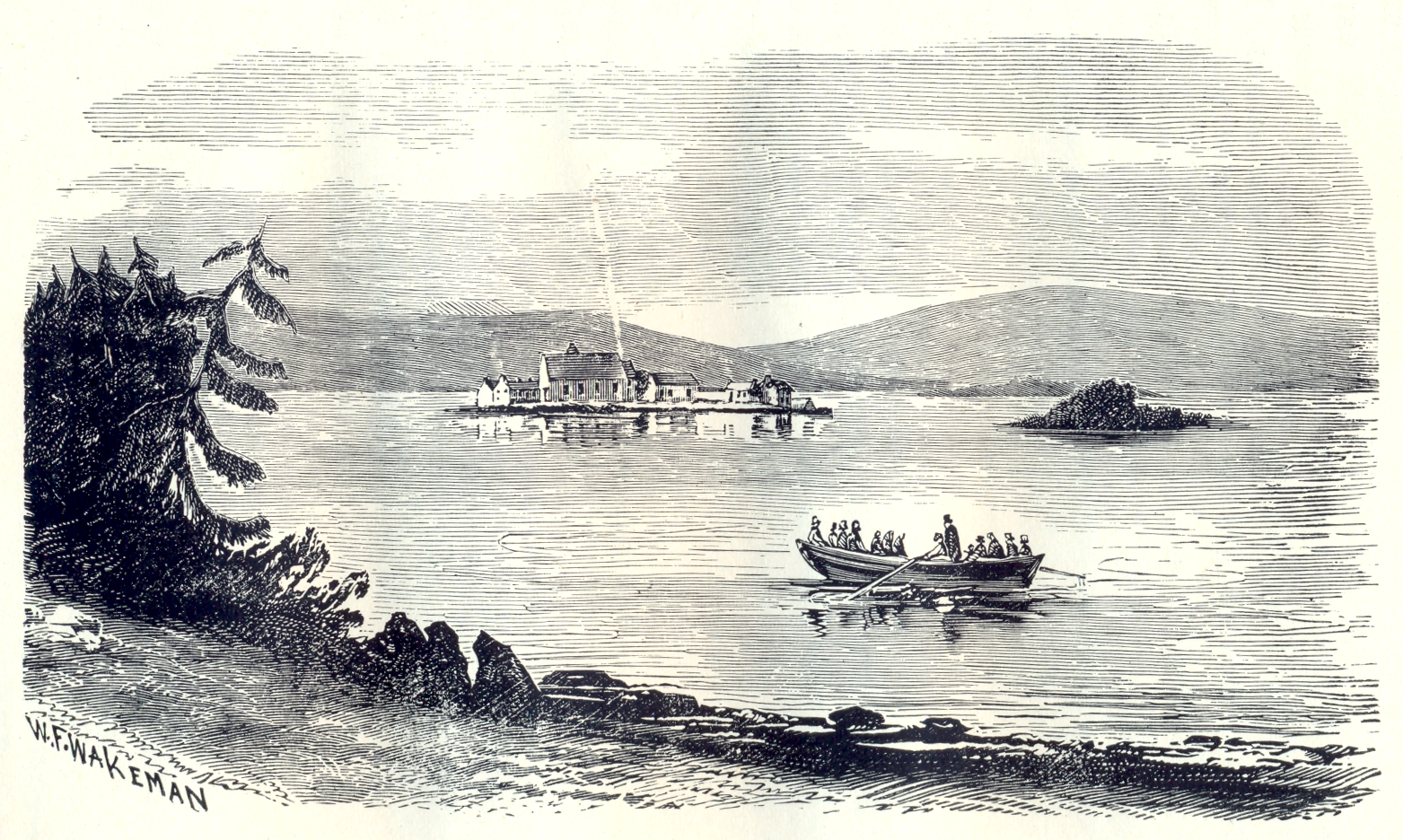
Pèlerinage au Purgatoire de saint Patrick sur l'île des Saints sur le Lough Derg.

Avec cette légende, plusieurs mythes sur la localisation de l’entrée se répandent. Dans La Naissance du purgatoire, écrit en 1981, Jacques Le Goff retrace clairement l’évolution de l’importance du purgatoire au Moyen Âge. Il explique en quoi le lieu purgatoire apparaît progressivement dans la culture chrétienne en s’appuyant sur différentes allusions bibliques. Cette nouvelle légende ouvre les portes de nouvelles possibilités spirituelles : il semble maintenant possible d'atteindre le royaume des morts à partir de la Terre.
Dans ce contexte, une première histoire de fiction apparaît pour montrer la véracité du purgatoire dans le Tractatus de purgatorio sancti Patricii. Ce mythe raconte les aventures d'Owen, chevalier sous Étienne Ier, qui voulait faire pénitence auprès du purgatoire de saint Patrick. Dès son arrivée à l’intérieur du purgatoire, quinze personnes viennent à sa rencontre pour lui donner sa bénédiction quant à son chemin. Ils le conseillent sur ce qui l’attend. Il ne doit pas accepter de retourner à la porte séparant le purgatoire et la terre, puisqu’il doit franchir toutes les étapes nécessaires pour être lavé de ses pêchés antérieurs. Lorsque la route devient trop rude, il peut dire le nom de Jésus pour adoucir l’épreuve qu’il vit. 
Pendant plusieurs épreuves infligées par les démons, il n’oublie pas de répéter le nom de Jésus-Christ malgré les plus grands malheurs qu’il peut subir, à l'exception d'une seule fois, lorsqu’il descend dans le puits des enfers pour continuer son chemin vers les portes du paradis. Lors de sa rencontre avec l’évêque qui lui explique comment fonctionne le purgatoire, il comprend que les chrétiens qui purgent par le purgatoire sont lavés de tous leurs péchés.
Dans la vision d'Owen, il est écrit : « Puis ils pressèrent Owen de retourner par la route qu'il avait prise et de mener désormais une vie sainte et sans tache. Mais lui, effrayé, suppliait les pontifes de ne pas le forcer à quitter une si grande béatitude pour retourner aux misères du monde. « C'est l'ordre de Dieu », répondirent-ils, « Lui seul sait ce qui convient à chacun ». Et, bon gré mal gré, triste, mais intrépide, Owen repartit par le chemin qu'il avait déjà suivi. ». Tous les fautes commises dans le passé semblent pardonnées lorsque le passage par le purgatoire est achevé, puisque le chevalier peut maintenant retourner sur terre pour passer la bonne nouvelle et vivre une vie de chrétien.
Les valeurs de l’époque sont mises en avant dans les textes qui se concentrent sur le purgatoire de Saint Patrick. De plus, dans la vision d’Owen, il s’agit d’un homme normal à qui les chrétiens peuvent s’identifier, ce qui augmente la véracité du récit. On retrouve cette idéologie dans les Visiones Georgii, dans une écriture cependant plus détaillée vis-à-vis de l’au-delà chrétien.